# Jimmy Stewart (pilote automobile)
Pour les articles homonymes, voir James Stewart (homonymie), Jimmy Stewart et Stewart.
Pas d'image ? Cliquez ici
James Robert Stewart (né le 6 mars 1931 à Milton, Royaume-Uni et mort le 3 janvier 2008 à Helensburgh, Royaume-Uni), est un pilote automobile écossais. Auteur d'une modeste carrière au plus haut niveau au cours de laquelle il a tout de même participé à une manche du championnat du monde des pilotes 1953 et à une édition des 24 Heures du Mans, il est surtout connu pour être le frère aîné du triple champion du monde de Formule 1 Jackie Stewart.

## Biographie
Fils du concessionnaire Jaguar de la ville de Dumbarton, Jimmy Stewart a fait ses débuts en sport automobile en 1951 dans des courses de côte de niveau régional au volant d'une Healey. Ses bons résultats attirent sur lui l'œil de la prestigieuse écurie Écosse, qui l'engage à partir de 1952 dans des épreuves d'endurance à bord d'une Jaguar Type C. Parallèlement, il s'essaye à la monoplace : en Formule 2, en Formule 1 dans quelques courses hors championnat et effectue même une unique apparition en championnat du monde (alors réservé aux monoplaces de F2) à l'occasion du Grand Prix de Grande-Bretagne 1953 sur une Cooper-Bristol de l'écurie Écosse. Parti de la 15e position sur la grille de départ, il est contraint à l'abandon au 79e tour à la suite d'une sortie de piste.
Par la suite, Jimmy Stewart recentre sa carrière sur les épreuves d'endurance et est intégré à l'équipe d'usine Aston Martin à l'occasion des 24 heures du Mans 1954 où il se brise le bras après avoir été éjecté de son cockpit à la suite d'un violent accident. Deux autres gros accidents l'année suivante, d'abord lors des 1 000 kilomètres du Nürburgring puis sur le circuit de Silverstone où il se blesse à nouveau, l'incitent à mettre un terme définitif à sa carrière alors qu'il n'est âgé que de 25 ans.
Quelques années plus tard, il contribuera au début de carrière de son jeune frère Jackie, notamment en le recommandant à Ken Tyrrell, alors en recherche d'un pilote pour son équipe de Formule 3.

## Résultats complets en championnat du monde de Formule 1
| Saison | Écurie        | Châssis    | Moteur             | Pneus  | GP disputé                | Points inscrits | Classement |
| ------ | ------------- | ---------- | ------------------ | ------ | ------------------------- | --------------- | ---------- |
| 1953   | Ecurie Ecosse | Cooper T20 | Bristol 6 en ligne | Dunlop | Grande-Bretagne (abandon) | 0               | n.c.       |

## Résultats aux 24 heures du Mans
| Année | Voiture                 | Équipe          | Équipier         | Résultat |
| ----- | ----------------------- | --------------- | ---------------- | -------- |
| 1954  | Aston Martin DB3S Coupé | David Brown Ltd | Graham Whitehead | Abandon  |